# Jean Rabel
Pour l’article homonyme, voir Jean-Rabel.
 Jean Rabel (vers 1548-1603) fut peintre, graveur et surtout éditeur d’estampes.
Probablement né à Beauvais vers 1548, il est le fils de Jean Rabel, maître orfèvre à Paris et lui-même graveur-éditeur. Il est le père de Daniel Rabel, qui deviendra également peintre.
De son œuvre, il n'est rien resté que des gravures. Il avait une réputation de « bel esprit » et comptait parmi ses amis Jean Dorat, les peintres Dumonstier et Du Peyrat. L'Estoile le regarde comme l’un des premiers artistes de l’époque et Malherbe lui a consacré un sonnet. Familier de la cour, on l'a dit peintre de la reine Louise, ce qui n'est pas prouvé.  
Il meurt le 4 mars 1603 à Paris.

## Annexes

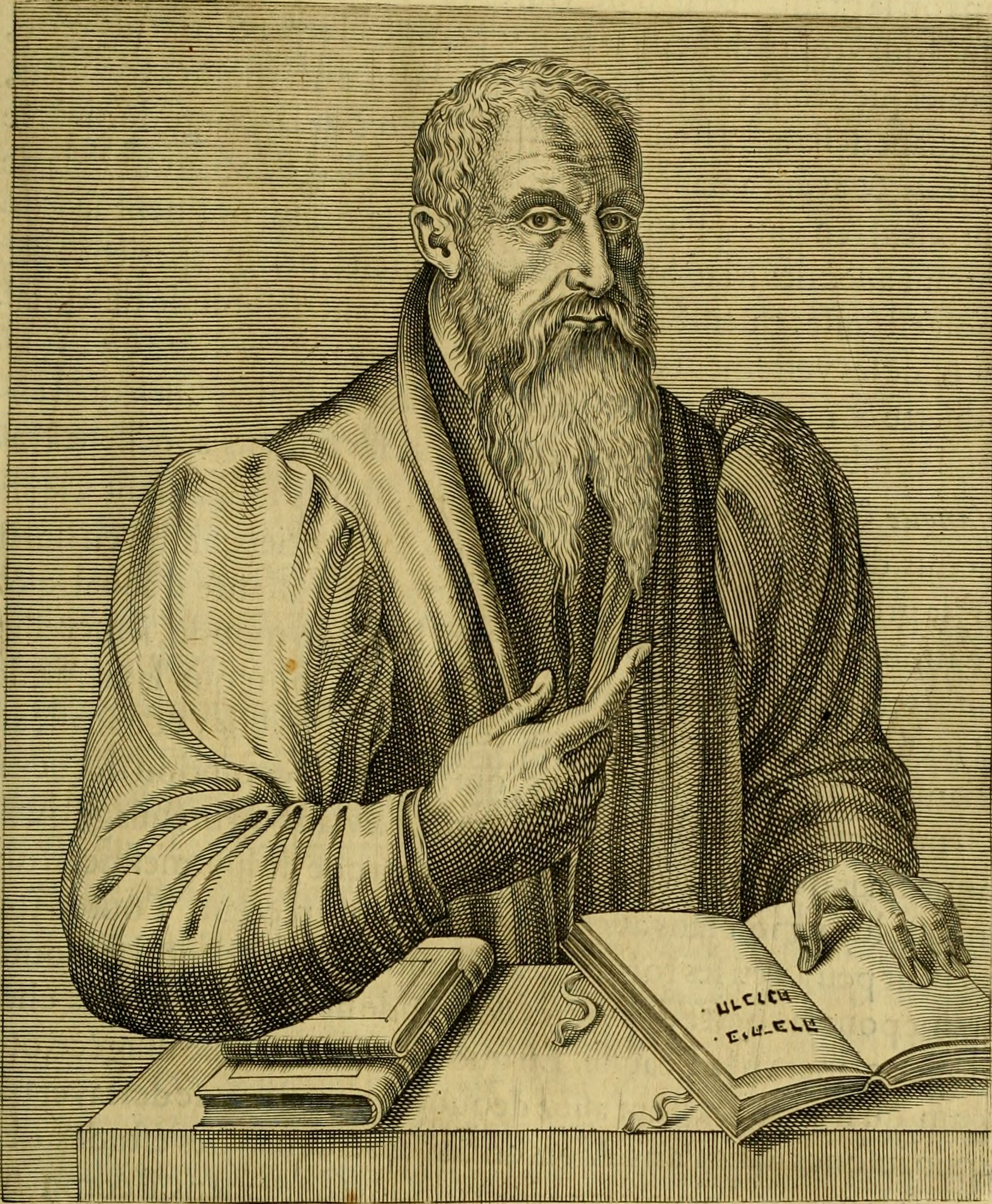
Portrait de Guillaume Postel dans Les vrais pourtraits et vies des hommes illustres grecz, latins et payens, recueilliz de leurs tableaux, livres, médalles antiques et modernes d'André Thevet (1584), gravé d'après Jean Rabel.

### Sonnet de Malherbe
Quelques louanges nonpareiIles
Quelques louanges nonpareiIles
Qu'ait Apelle encor aujourd'hui,
Cet ouvrage plein de merveilles
Met Rabel au-dessus de lui.
L'art y surmonte la nature,
Et si mon jugement n'est vain,
Flore lui conduisait la main
Quand il faisait cette peinture.
Certes il a privé mes yeux
De l'objet qu'ils aiment le mieux,
N'y mettant point de marguerite
Mais pouvait-il être ignorant
Qu'une fleur de tant de mérite
Aurait terni le demeurant.

### Livres édités par Jean Rabel
- Sibyllarum duodecim oracula (les oracles des douze Sybilles), Paris, 1586, pet. in-f°.
- Les Antiquités et singularités de Paris, Paris, 1588, pet-in 8°.

### Ses œuvres
- 1-12 : Les 12 Sybilles
- 13 : La Ste Vierge avec l’enfant Jésus
- 14 : Le couronnement de la Ste Vierge
- 15 : Le Saint Suaire
- 16 : Le martyre de Saint Laurent : Baccio Bandinelli
- 17-18 : Évêques sur un nuage (2 pièces)
- 39-40 : Les divinités de la mythologie (22 pièces)
- 41 : Elisabeth reine d’Angleterre
- 42 : Antoine de Bourbon
- 43 : Rémi Belleau
- 44 : Flaminien de Virague, poète
- 45 : Charles V empereur
- 46-47 : Gaspard de Coligny (2 pièces)
- 48-49 : François de Coligny (2 pièces)
- 50 : Odet de Coligny
- 51 : Jean Descaures
- 52 : Christophe de Thoi
- 53 : Écosse, roi Jacques VI
- 54 : Écosse, roi Jacques VI
- 55 : Marie Stuart
- 56 : François Ier
- 57 : Henri II
- 58 : Henri III
- 59 : Henri III
- 60 : Henri III
- 61 : Henri IV
- 62 : Louis XII
- 63 : Catherine de Médicis
- 64 : Louis XII
- 65 : Louise de Lorraine
- 66 : Anne, duc de Joyeuse
- 67 : Michel de l’Hospital
- 68 : Marguerite de France
- 69 : Nicolas de Montreux
- 70 : Marc Antoine de Muret
- 71 : Jeanne d’Albret, reine de Navarre
- 72 : Gui du Faur, seigneur de Pibrac
- 73 : Guillaume Posrel
- 74 : Pierre Ramus
- 75 : Emmanuel Philibert
- 76 : Charles de Bourbon, comte de Soissons
- 77 : Philippe Strozzi
- 78 : Jean de Valois
- 79 : Margueritte de Valois
- 80 : François Viète